# Чита
Чита (рус. Чита) град је у Русији и административни центар Забајкалског краја.
Лежи код слива реке Чита и Ингоде и један је од станица на транссибирској железници.
Налази се 800 км источно од Иркутска код Бајкалског језера. Град је и важна војна база. Према попису становништва из 2010. у граду је живело 323.964 становника.

## Историја
Прво насеље је установио козак Пјотр Бекетов 1653. Популација 1885. је била 5.728, а 1897. 11.480. У граду су били заточени
и декабристи, који су у Сибиру издржавали казну. Тако је Чита била позната и као „Место прогнаника“. Долазак политичких 
прогнаника, који су били интелектуалци, се позитивно одразио на интелектуални развој и трговину града. Тако је град постао центар
трговине у Сибиру, нарочито тамошњим ресурсима лесом, уранијем и златом. 
Крајем 19. века насељава се пуно Татара, који су дошли трговати. Након неуспеле револуције 1905 у Санкт Петербургу област у граду су преузели бољшевици и разгласили Републику Читу. Краткотрајну област бољшевика су преузели царистичне трупе. Шест вођа бољшевика је стрељано на брду Титовскаја сопка. 
Дана 22. јануара 1906. Читу заузимају царисти. Друга република Чита, названа и Далекоисточна република, је проглашена 6. априла 1920 и трајала је до 1922.
Чита је била и циљ другог леденог марша поражених белогардиста 1920. године. У Чити је вероватно био запењен и део царског злата од колчаковог златног воза од стране Јапанаца, који су потпомогли царисте опремом.

## Становништво
Према прелиминарним подацима са пописа, у граду је 2010. живело 323.964 становника, 7.321 (2,31%) више него 2002.
| 1939.   | 1959.   | 1970.   | 1979.   | 1989.   | 2002.   | 2010.   |
| ------- | ------- | ------- | ------- | ------- | ------- | ------- |
| 121.146 | 171.816 | 241.364 | 302.577 | 365.754 | 316.643 | 324.444 |

## Географија
| Клима Чите                  | Клима Чите    | Клима Чите    | Клима Чите    | Клима Чите    | Клима Чите  | Клима Чите   | Клима Чите   | Клима Чите   | Клима Чите   | Клима Чите    | Клима Чите   | Клима Чите    | Клима Чите    |
| Показатељ \ Месец           | .Јан.         | .Феб.         | .Мар.         | .Апр.         | .Мај.       | .Јун.        | .Јул.        | .Авг.        | .Сеп.        | .Окт.         | .Нов.        | .Дец.         | .Год.         |
| --------------------------- | ------------- | ------------- | ------------- | ------------- | ----------- | ------------ | ------------ | ------------ | ------------ | ------------- | ------------ | ------------- | ------------- |
| Апсолутни максимум, °C (°F) | 0,4 (32,7)    | 7,4 (45,3)    | 18,3 (64,9)   | 26,9 (80,4)   | 36,9 (98,4) | 43,2 (109,8) | 43,0 (109,4) | 40,9 (105,6) | 35,0 (95)    | 26,0 (78,8)   | 12,7 (54,9)  | 3,3 (37,9)    | 43,2 (109,8)  |
| Средњи максимум, °C (°F)    | −17,9 (−0,2)  | −10,6 (12,9)  | −0,7 (30,7)   | 8,8 (47,8)    | 17,5 (63,5) | 23,9 (75)    | 25,2 (77,4)  | 22,9 (73,2)  | 16,2 (61,2)  | 6,6 (43,9)    | −6,1 (21)    | −15,4 (4,3)   | 5,9 (42,6)    |
| Просек, °C (°F)             | −25,7 (−14,3) | −20,2 (−4,4)  | −9,9 (14,2)   | 0,9 (33,6)    | 9,2 (48,6)  | 15,8 (60,4)  | 18,1 (64,6)  | 15,5 (59,9)  | 8,2 (46,8)   | −1,1 (30)     | −13,1 (8,4)  | −22,2 (−8)    | −2,0 (28,4)   |
| Средњи минимум, °C (°F)     | −31,9 (−25,4) | −27,8 (−18)   | −17,9 (−0,2)  | −6,5 (20,3)   | 0,8 (33,4)  | 7,5 (45,5)   | 11,3 (52,3)  | 9,3 (48,7)   | 1,8 (35,2)   | −7,1 (19,2)   | −19,0 (−2,2) | −27,9 (−18,2) | −9,0 (15,8)   |
| Апсолутни минимум, °C (°F)  | −49,6 (−57,3) | −48,0 (−54,4) | −45,3 (−49,5) | −29,6 (−21,3) | −13,3 (8,1) | −5,4 (22,3)  | 0,1 (32,2)   | −3,0 (26,6)  | −10,7 (12,7) | −33,1 (−27,6) | −41,1 (−42)  | −47,8 (−54)   | −49,6 (−57,3) |
| Количина падавина, mm (in)  | 2 (0,8)       | 3 (1,2)       | 3 (1,2)       | 9 (3,5)       | 23 (9,1)    | 58 (22,8)    | 102 (40,2)   | 80 (31,5)    | 38 (15)      | 10 (3,9)      | 6 (2,4)      | 4 (1,6)       | 338 (133,1)   |
| Извор: Погода и климат      |               |               |               |               |             |              |              |              |              |               |              |               |               |

## Партнерски градови
- Manzhouli